# District Neamț
Neamț is een Roemeens district (județ) in de historische regio Moldavië, met als hoofdstad
Piatra Neamț (125.050 inwoners). De gangbare afkorting voor het district is NT.

## Demografie
In het jaar 2002 had Neamț 557.000 inwoners en een bevolkingsdichtheid van 99 inwoners per km².

### Bevolkingsgroepen
Roemenen vormen de meerderheid met 99% van de bevolking van Neamț. De twee grootste minderheden zijn de Roma en Hongaren. De Hongaren zijn meest Csángó-Hongaren. De meeste Hongaren zijn geassimileerd maar hebben hun geloof (Rooms Katholiek) behouden. In totaal woonden er in 2011 45.338 Rooms Katholieken in het district.

## Geografie
Het district heeft een oppervlakte van 5896 km².

## Aangrenzende districten
- Iași in het oosten
- Suceava in het noorden
- Harghita in het westen
- Bacău in het zuiden
- Vaslui in het zuidoosten

## Steden en dorpen
- Agapia
- Bicaz
- Piatra Neamț
- Roman
- Târgu Neamț